# Принц Луј од Велса
Принц Луј од Велса (енгл. Prince Louis of Wales), пуним именом Луј Артур Чарлс (енгл. Louis Arthur Charles), други је син и најмлађе дете Вилијама, принца од Велса и Кетрин, принцезе од Велса.
Рођен је 23. априла 2018. у Болници Свете Марије у Лондону. Тренутно се налази на четвртом месту у наследном низу британске круне од свог деде краља Чарлса III, оца Вилијама, старијег брата Џорџа и сестре Шарлоте. Он је први принц који није прескочио своју сестру у наследном низу британске круне према Пертском споразуму склопљеном у октобру 2011. године.

## Титуле
- 23. април 2018 − 8. септембар 2022: Његово краљевско височанство принц Луј од Кембриџа
- 8. септембар 2022 − данас: Његово краљевско височанство принц Луј од Корнвола и Кембриџа